# Marek Marconi
Marek Marconi, (wł.) Marco De' Marconi (ur. w 1480 w Borgoforte lub Mantui; zm. 24 lutego 1510) – błogosławiony Kościoła katolickiego, zakonnik.

## Życiorys
Przyszedł na świat niedaleko Mantui. Pochodził z religijnej rodziny. Pod wpływem wzoru jaki stanowili żyjący w okolicy eremici w wieku szesnastu lat wstąpił do klasztoru w Migliarino. Prawdopodobnie przyjął sakrament święceń. Miał dar proroctwa. Zmarł mając 30 lat w opinii świętości, a miejsce jego pochówku stało się celem pielgrzymek. Otoczony pośmiertnym kultem jako błogosławiony, którego aprobatę ogłosił papież Pius X w 1906 roku. Relikwie kilkukrotnie przenoszone spoczywają w katedrze w Mantui.
Wspomnienie liturgiczne obchodzone jest w Kościele katolickim w dies natalis (24 lutego).